# Менелік II
Менелік II (амх. ዳግማዊ ምኒልክ; до коронації мав ім'я Сале Мар'ям; 17 серпня 1844 — 12 грудня 1913) — негус Ефіопії з 1889 до 1913 року. З 1855 був правителем провінції Шоа. Заснував на території тієї провінції нову столицю своєї держави — Аддис-Абебу.

## Життєпис
Був нащадком Соломонової династії, народився в родині правителя Шоа, Гейле Мелекота та його дружини, принцеси Йїгаєху. Здобув домашню освіту.
У ті часи імператор Теводрос II проводив успішну завойовницьку війну проти держави Шоа. Він захопив Менеліка у полон та ув'язнив у гірському замку. 1864 року Теводрос одружив знатного бранця зі своєю дочкою Атлаш-Теводрос, однак за рік зятю вдалось утекти до рідного Шоа.
Прийшов до влади 1889 року після загибелі імператора Йоганниса IV у битві з суданськими магдістами. Менелік узяв гору над спадкоємцем попереднього негуса на ім'я Менгеш. Обґрунтовуючи свої претензії на престол, він посилався на те, що його батько походив від ізраїльсько-юдейського царя Соломона за чоловічою лінією, а Менгеш — тільки за жіночою.
Під час коронації (9 березня 1889) Сале Мар'ям зайвий раз підкреслив своє походження, узявши собі тронне ім'я Менелік II. Відповідно до ефіопських легенд ім'я Менеліка I мав син царя Соломона й аксумської цариці Бількіс.
Менелік II продовжив незалежну політику, започатковану Теводросом II, який загинув, але не здався англійцям під час англо-ефіопської війни 1867—1868 років. Негус зробив значний внесок до об'єднання, територіальної експансії та економічного розвитку Ефіопії, а також до протистояння європейським загарбникам. 1896 року перемога при Адуа увінчала війну з італійцями.
Менелік установив дипломатичні відносини з Францією, з якою 1897 року підписав торговий договір. Ще раніше, 1894 року, уклав з французами концесію на будівництво залізниці Аддис-Абеба — Джибуті.
Наприкінці свого життя Менелік важко захворів і фактично відійшов від управління державою. Періодично з'являлись чутки про його смерть, провокуючи боротьбу за владу.

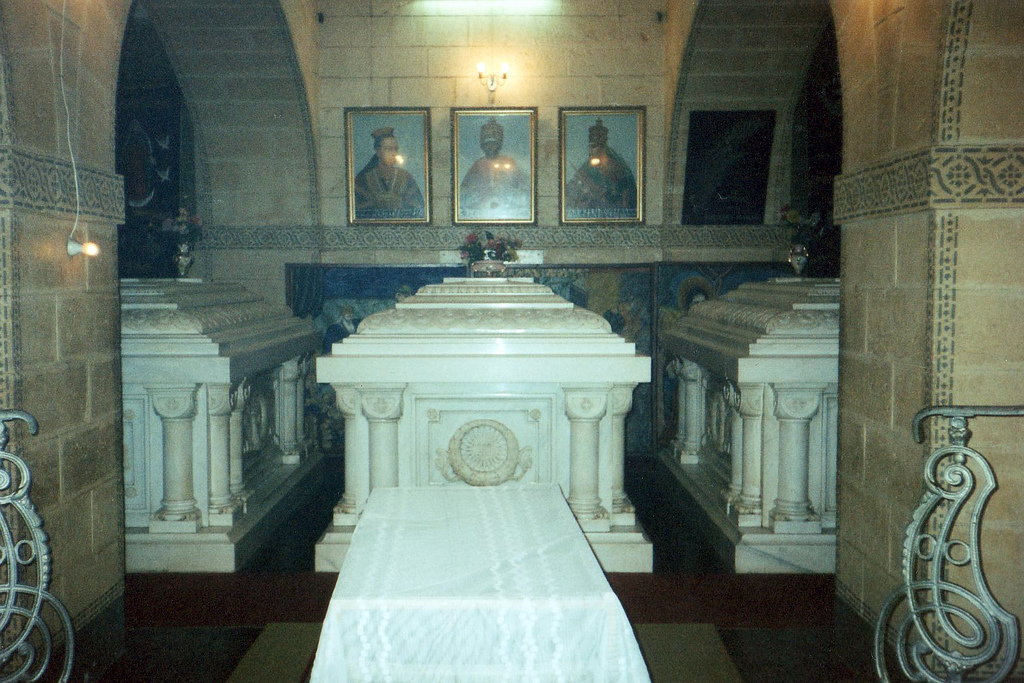
Мавзолей Менеліка II в Аддис-Абебі

Менелік залишив по собі Ефіопію як єдину в Африці незалежну державу (не враховуючи Ліберію). 1924 року на пам'ять про його заслуги було започатковано орден Менеліка II.